# Любешкін Петро Володимирович
Петро Володимирович Любешкін (рос. Пётр Владимирович Любешкин; 1913, Лапино, Московська губернія, Російська імперія — 5 серпня 1990) — російський радянський актор.
Знявся в українських кінокартинах: «Дивак-людина» (1962, епіз.), «Наш чесний хліб» (1964, Рачук), «Самотність» (1965, епіз.), «Тиха Одеса» (1967, Цигальков), «Варчина земля» (1969, т/ф), «Чортова дюжина» (1970, солдат), «Серце Бонівура» (1970, 2 с, епіз.), «Тронка» (1971, Мамайчук), «Вершники» (1972, т/ф, 2 с), «Бути братом» (1976), «Ми разом, мамо» (1976), «Платон мені друг» (1980), «Пора літніх гроз» (1980, т/ф, 2 с.) тощо.

## Фільмографія
1. 1956: «Сорок перший» — Гужов
2. 1957: «Випадок на шахті вісім» — сшахтар на зборах
3. 1958: «Тихий Дон» — Олексій Шаміль
4. 1958: «Шляхами війни» — солдат з ломиком
5. 1958: «Олеко Дундич» — червоноармієць
6. 1958: «Сьогодні звільнення не буде ...» — Вершинін, секретар міськкому
7. 1960: «Хмари над Борськом» — Бочарников, батько Генки
8. 1960: «Яша Топорков» — головний інженер
9. 1961: «П'ять днів, п'ять ночей» — солдат Терентьєв
10. 1961: «У важкий час» — епізод
11. 1961: «Дерсу Узала» — бородань
12. 1961: «Мішка, Серьога і я» — директор школи
13. 1961: «Біля крутого яру» — Олексій Степанович, голова колгоспу
14. 1962: «Кінець світу» Єгор Іванович, голова колгоспу
15. 1962: «Молодо-зелено» — лейтенант міліції
16. 1962: «Дивак-людина» — член суду
17. 1962: «Біля твого порогу» — батько
18. 1963: «Слуха-ай!..» — Тимофєєв
19. 1963: «Ім'ям революції» — Савельєв Андрій, батько Петьки і Васьки
20. 1963: «Зустріч на переправі» — старий солдат
21. 1964: «Батько солдата» — генерал
22. 1964: «Наш чесний хліб» — секретар райкома партії Іван Рачук
23. 1964: «Валера» — Дмитро Іванович
24. 1965: «Чорний бізнес» — бригадир ремонтників Трошин
25. 1965: «Двадцять шість бакинських комісарів» — Павло
26. 1965: «Самотність» — епізод
27. 1966: «Жінки» — Костянтин Іванович, майстер
28. 1966: «По тонкому льоду» — Омельченко, секретар парторганізації автобази
29. 1966: «Серце друга» —  майор Гаврилін, командир полку
30. 1967: «Тиха Одеса» — Цигальков
31. 1967: «Зареченські наречені» — Сергій Трифонов, батько Тані
32. 1967: «Дім і хазяїн» — Федір Батров
33. 1967: «І ніхто інший» — Федір Васильович, агент Держстраху, брат Дар'ї Василівни
34. 1967: «Лікар Віра» — Василь
35. 1968: «На війні як на війні» — замполіт Тимофій Васильович
36. 1969: «Серце Бонівура» — Шишкін
37. 1969: «Золото» — Інокентій, головний кондуктор ешелону
38. 1969: «Варчина земля» — батько Варі
39. 1970: «Визволення» — підполковник Коркін
40. 1970: «Чортова дюжина» — солдат
41. 1971: «Офіцер запасу» — Матвеїч
42. 1971: «Тронка» — Мамайчук
43. 1972: «Вершники» — лісник Андрій Кузьмич
44. 1972: «Петро Рябінкін» — Олексій Григорович Трушин, член завкому
45. 1974: «Совість» — односелець Федора Дросова Гаврила Карпович
46. 1975: «Афоня» — дядя Паша Шевченко, досвідчений слюсар
47. 1976: «Зустрінемося біля фонтану» — Віталій Сергійович, директор радгоспу
48. 1976: «Вогняне дитинство» — епізод
49. 1976: «Ати-бати, йшли солдати…» — Ілля Іванович, тесть Костянтина
50. 1976: «Два капітани» — Сковородніков
51. 1976: «Бути братом» — Іван Никифорович
52. 1977: «Ходіння по муках» — старий Рубльов
53. 1977: «Міміно» — батько адвоката
54. 1977: «Поклич мене в далечінь світлу» — Федір Федорович, сусід Миколи Веселова, учитель
55. 1978: «Живіть в радості» — голова колгоспу Микола Матвійович
56. 1979: «Круте поле» — дід Іван
57. 1980: «„Альоша“» — Борис Ілліч
58. 1983: «Вічний поклик» — Сілантій Іванович Савельєв, батько братів Савельєвих
59. 1984: «Репортаж з лінії вогню» — дядько Сергій
60. 1989: «Що там, за поворотом?» — Олексій Захарович Вдовін
61. 1989: «З життя Федора Кузькіна» — Андрій